# CFosSpeed
cFosSpeed – oprogramowanie stworzone dla systemów Windows, służące usprawnieniu łącza internetowego poprzez modelowanie ruchu sieciowego. Usprawnia czas opóźnienia, nawet przy wysokim zużyciu łącza.
Program podłącza się samodzielnie jako sterownik. Analizuje wykorzystywane protokoły internetowe i nadaje im priorytety. Zwiększa bezpieczeństwo w sieci LAN poprzez tzw. Stateful Firewall
Najczęściej używany przez osoby grające w gry online i użytkowników „telefonii internetowej” – VoIP.

## Podsumowanie działania
Oprogramowanie dzieli dane pakietowe na różnorodne drogi. Jest to osiągane przez liczne zasady filtrów, które mogą być ustawiane przez użytkownika. W ten sposób dane są klasyfikowane i priorytetowane według nazwy programu, według używanego protokołu, według portów TCP lub UDP oraz klasy Differentiated Services.
Dane wychodzące nie są wysyłane bez zmian. Dane pakietowe są najpierw kolejkowane, a potem wysyłane w określonej kolejności. Tym sposobem dane, które są wymagane natychmiast, są transmitowane przed innymi, ale zanim osiągną czas krytyczny.
Tym sposobem, nawet jeśli duża ilość danych jest transferowana w tym samym czasie,
modelowanie ruchu może zachować interaktywność połączeń takich jak: sesje SSH, sesje VNC, połączenia VoIP, gry online lub inne, z krótkim czasem oczekiwania. Co więcej, szybka transmisja pakietów TCP ACK utrzyma szybkość pobierań.
Jest to spowodowane sytuacją, gdy nadawca będzie tylko wysyłał dane, po otrzymaniu potwierdzenia starszych informacji (kontrola przepływu TCP).
cFosSpeed również redukuje przeciążenia przy pobieraniach przez obniżanie „TCP window size”, by zapobiegać wysyłania zbyt dużej informacji naraz nadawcy.
W dodatku, cFosSpeed zawiera pakiet filtrów w firewallu, możliwość kontrolowania czasu połączenia i rozmiar możliwego transferu do wykorzystania, monitor transfer i kilka innych przydatnych funkcji. Ma możliwość ustalania własnych filtrów, dla osób bardziej zaawansowanych.

## Podobne produkty
- NetLimiter
- TrafficShaperXP